# Adam de Saint-Victor
Adam de Saint-Victor, poète et musicien français du XIIe siècle (mort vers 1146), chantre de Notre-Dame de Paris, auteur d'hymnes et de séquences en latin, né probablement à Paris et mort à l'abbaye de Saint-Victor sur la montagne Sainte-Geneviève, alors hors les murs. Il est considéré comme le meilleur et le plus grand poète latin liturgique du Moyen-Âge. Longtemps confondu avec Adam le Breton († 1192), un autre victorin, mais mort à la fin du siècle (40 ans plus tard).

## Biographie
Adam est premier chantre (precentor) de la Cathédrale Notre-Dame de Paris dès 1107 et jusque 1133-1134 environ. Il fait don de sa prébende à l'abbaye de Saint-Victor et s'y retire ensuite, vers 1140, avant d'y mourir.

## Le musicien-poète
Avant tout musicien, Adam conçoit ses poèmes pour le chant et porte le genre de la séquence au plus haut degré de perfection formelle. Ses poèmes latins sont en vers rythmiques d'après le nombre de syllabes, en strophes régulières et rimés. Ils sont faits dans une langue claire, nerveuse, harmonieuse et un style élégant, faisant appel aux figures issues des écritures.
On y distingue les séquences théologiques dites De tempore ; et les séquences hagiographiques dites De sanctis. Chacune célébrant la Vierge, les saints ou les mystères de la foi. Ces poésies qui unissent mysticisme et réflexion théologique, visions symboliques et allégoriques, sont influencées par le mysticisme de Hugues de Saint-Victor.
Si les plus célèbres de ses œuvres sont In resurrectione Domini et De Maria Virgine, son Mundi Renovatio est remarquable par son thème du réveil de la nature au printemps et fait songer aux chansons de troubadours.
Les petits poèmes figurent dans le graduel de Saint-Victor avant d'être de tous les missels par le Concile de Latran IV (1215), ce qui favorisa les copies et imitations. Cependant la provenance, comme on pourrait le penser n'est pas parisienne, mais issue de Saint-Martial de Limoges, abbaye qui avait des relations avec les troubadours.
Si une centaine ont été copiés sous son nom, seule une cinquantaine peuvent lui être attribués. Parmi ceux-ci, quatorze chantent la Vierge Marie.
Les poèmes sur l'eucharistie de St Thomas d'Aquin lui doivent beaucoup.

## Manuscrits
- Paris, Bibliothèque Nationale, Ms. Lat. 14452, 14506 et 14819 (une quarantaine de séquences, vers 1239)
- Paris, Bibliothèque de l'Arsenal 197.
- On trouve 37 séquences dans l’Elucidarium ecclesiasticum.

## Disques
The Age of The Cathedrale - Musique du Magnus Liber Organi - Paul Elliot, Alan Bennett, Paul Hillier 
Ens. Theatre of Voices, Dir. Paul Hillier (1996, Harmonia Mundi HMU 907157). Deux pièces d'Adam de St Victor : In natale et Templum cordis.

## Éditions
- Les séquences d'Adam de Saint-Victor, étude littéraire (poétique et rhétorique), textes et traductions, commentaires par Jean Grosfillier, Brepols, Turnhout "Bibliotheca victorina, numéro 20", 2008, 944 p.
- 26 séquences dans la Patrologie Latine de Migne
- L. Gautier, Œuvres poétiques d'Adam de Saint-Victor, 1858-59, 3e éd. Paris 1894[2].
- E. Misset et P. Aubry, Les proses d'Adam de Saint-Victor, textes et musique, Paris 1900[3].